# Bomaderry
Bomaderry is een stad in de regio South Coast van New South Wales, Australië. Het ligt in de gemeente Shoalhaven.
Bomaderry ligt aan de Shoalhaven River en vormt een dubbelstad met Nowra dat aan de andere zijde van de rivier ligt. De stad heeft circa 6700 inwoners (2016).